# Алея вікових каштанів з ділянкою лісу
Але́я вікови́х кашта́нів з діля́нкою лі́су — ботанічна пам'ятка природи місцевого значення в Україні. Розташована на території Вільнянського району Запорізької області, біля північно-східної околиці села Петрівське. 
Площа 14,5 га. Статус присвоєно згідно з рішенням Запорізького облвиконкому від 25.09.1984 року № 315. Перебуває у віданні: Любимівська сільська рада.